# Најмеген
Најмеген (хол. Nijmegen) је град и општина у Холандији, у провинцији Хелдерланд. По подацима из 2010. године, у граду је живело 163.112 становника. Седиште је фудбалског клуба НЕЦ Најмеген.
Најмеген се налази 15 km јужно од Арнема, близу немачке границе. Северну границу града представља река Вал која је један од рукаваца делте реке Рајна. 

## Историја
Град Најмеген је међу најстаријим градовима Холандије. Старији од њега је само Мастрихт. Историја Најмегена почиње од римских времена, када је овде било одбрамбено војно утврђење (Ulpia Noviomagus Batavorum). Године 2005. прослављена је 2000та годишњица оснивања града. Од 71. до 103. овај град је био гарнизон X римске легије. Најмеген је увећао и улепшао Карло Велики, али су га уништили Викинзи 881. Статус слободног града добио је у 11. веку и приступио је удружењу Ханза. Најмеген се придружио Утрехтској унији (држава Холандија) 1579. Французи су владали овим градом у периоду 1672—1794. 
У оквиру операције Маркет-Гарден, у току Другог светског рата, септембра 1944, водила се битка за мост у Најмегену. 

## Становништво
Према процени, у граду је 2008. живело 152.200 становника.
| 1980.   | 1990.   | 2000.   | 2008.   |
| ------- | ------- | ------- | ------- |
| 147.614 | 144.748 | 152.200 | 161.226 |

## Градови побратими
- Газијантеп
- Псков
- Масаја
- Олбани
- Суџоу
- Хигашимацујама